# مسجد دار الإحسان
مسجد دار الإحسان أو جامع سنندج هو مسجد إيراني يقع في مدينة سنندج في كردستان إيران، ويشتهر هناك باسم (المسجد الجامع) كذلك.
تشير النقوش الموجودة في هذا البناء بأن المسجد بني حوالي سنة 1228 هجرية، بأمر من والي كردستان في ذلك العهد، وذلك في زمن الملك فتح علي شاه القاجاري كما نص على ذلك بعض المؤرخين الإيرانيين.
ويمكن اعتبار هذا المسجد مدرسة للعلوم الدينية، حيث خصصت بعض الأجزاء منه وبنيت فيها غرف لطلاب العلوم الدينية، وأشارت المصادر التاريخية إلى أن نفقات المسجد ورواتب الطلاب كانت ترد من ريع البساتين الواقعة في شمال سنندج في قرى خليجان، حيث خصصت هذه البساتين لتصرف فوائدها على هذا المسجد بأمر من أمان الله خان الأردلاني.
يعتبر المسجد واحدا من فنون العمارة الإيرانية حيث زينت سطوحه بأنواع فاخرة وجميلة من الكاشي الإيراني.
الكاشي الذي استخدم في الزينة هو من نوع الكاشي ذي الألوان السبعة، وقد رصف بطريقة فنية عالية تلفت الناظر.
كما نقشت على جدرانه آيات من القرآن الكريم، بخط الثلث العربي وخط النستعليق الفارسي.
وتحيط بالمسجد حديقة خلابة المنظر من الأشجار والورود.
ومن ثم يعتبر اليوم أحد أهم المساجد في منطقة كردستان الإيرانية.

## مقالات ذات صلة
- كردستان الكبرى
- سنندج
- أردلانيون
- أكراد إيران

## وصلات خارجية
- موقع المناطق السياحية في سنندج (فارسي) نسخة محفوظة 24 أكتوبر 2016 على موقع واي باك مشين.
- موقع السياحة في كردستان (فارسي - إنجليزي)